# Männer…
Männer… é um filme de drama alemão de 1985 dirigido e escrito por Doris Dörrie. Foi selecionado como representante da Alemanha Ocidental à edição do Oscar 1986, organizada pela Academia de Artes e Ciências Cinematográficas.

## Elenco
- Heiner Lauterbach - Julius Armbrust
- Uwe Ochsenknecht - Stefan Lachner
- Ulrike Kriener - Paula Armbrust
- Janna Marangosoff - Angelika
- Dietmar Bär - Lothar
- Marie-Charlott Schüler - Marita Strass
- Edith Volkmann - Frau Lennart